# Groupe Delta Lloyd

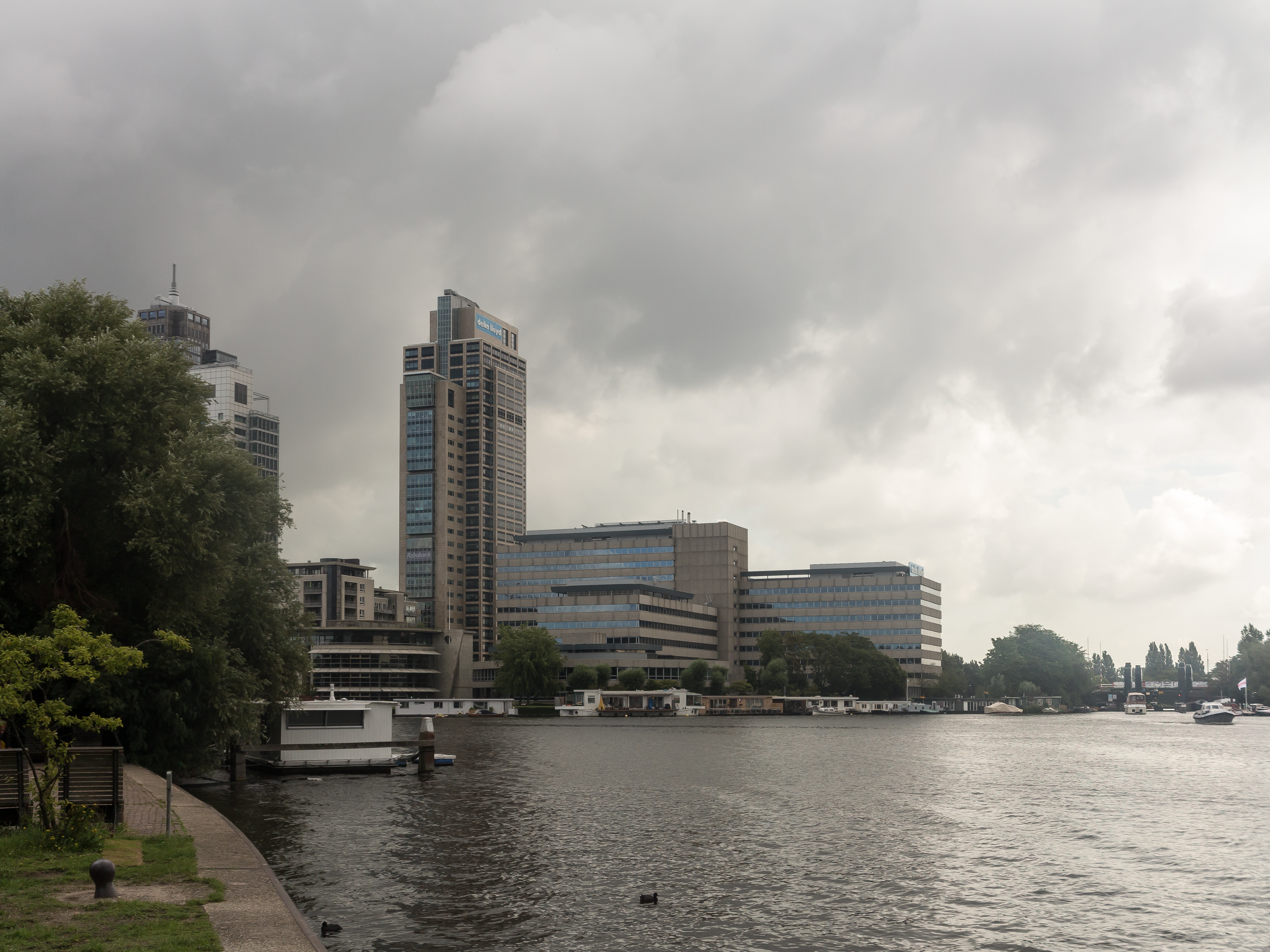
Bâtiment commercial: Delta Lloyd

Le groupe Delta Lloyd (en néerlandais : Delta Lloyd Groep) est une entreprise d'assurance néerlandaise dont le siège social est implanté à Amsterdam avec des activités aux Pays-Bas, en Belgique et en Allemagne. Elle était détenue à 43,1 % par Aviva.  Depuis 2009 et son entrée en bourse de Bruxelles et d'Amsterdam, elle est indépendante d'Aviva.
Le groupe Delta Lloyd comprend les assureurs Delta Lloyd, OHRA (nl), les assurances d'ABN AMRO, la gestion d'actifs et de propriétés, et certaines petites banques. Le groupe Delta Lloyd possède environ 8 % du part de marché néerlandais de l'assurance, ce qui en fait la cinquième entreprise d'assurance aux Pays-Bas.

## Histoire
En décembre 2016, NN Group annonce l'acquisition de Delta Lloyd pour 2,5 milliards d'euros.